# Völkisch-mozgalom
A német népi mozgalom vagy Völkisch-mozgalom  (németül: Völkische Bewegung) egy szélsőjobboldali, etno-nacionalista mozgalom volt, amely nagy befolyásra tett szert a Német Birodalomban és Ausztriában és a 19. század végétől a Német Birodalom 1945-ös bukásáig működött. Hatással volt a nemzetiszocializmusra (nácizmus), éppúgy, mint a modern szélsőjobboldalra. Az ideológiájának központi elemei a rasszizmus és az elitizmus voltak. Nézeteik újpogány vallási összetevőt is tartalmaztak.
Az ideológia a német nemzeti romantikából (romantikus nacionalizmus)  fejlődött ki. A mozgalom egyesítette a nacionalizmust, az anti-liberalizmust, a kulturális pesszimizmust  és a rasszizmust egy közös ideológiai rendszerben.
A propagálói a romantika korából és a Napóleon elleni szabadságharcból ihletet merítve, a német nyelv, spiritualitás és  „faj” egyediségét és felsőbbrendűségét hirdették.
Ideológiájuk a „vér és talaj”  (Blut und Boden) soviniszta eszméjére épült, hogy a „vér” (vérszármazás, faj) és a „talaj” (szülőföld), azaz a faji származás a német nemzet alapja.
A mozgalom gondolatai közvetlen hatást gyakoroltak az ariozófia  okkult tanításaira. A mozgalom nagyszámú vallási-politikai egyesületből állt, amelyek vezetői és követői szoros kapcsolatban álltak egymással, majd később a fejlődő náci párttal. Az ideológiájuk a 19-20. század fordulóján jelentős hatást gyakorolt a német társadalom különböző aspektusaira.
„Idegen népnek” tekintették az országban élő zsidókat, akik a német „Volk”-tól (néptől) eltérő „fajhoz” vagy „néphez” tartoznak.
A Harmadik Birodalom idején Adolf Hitler és a nácik érvényesítették a német Volk definícióját, amely a kategóriából kizárta a zsidókat, a cigányokat, a Jehova Tanúit, a homoszexuálisokat és más, Németországtól "idegen elemeket". Irányelvük oda vezetett, hogy ezeket a "nemkívánatos személyeket" összegyűjtötték és legyilkolták, amely az utókor számára a holokauszt néven vált ismertté.